# Dedamar
Dedamar is een bestuurslaag in het regentschap Aceh Tengah van de provincie Atjeh, Indonesië. Dedamar telt 701 inwoners (volkstelling 2010).